# Clostridium difficile
Clostridium difficile er en antibiotikaresistent, toksin-dannende bakterie, der forårsager tarminfektioner efter antibiotikabehandling (antibiotika-associeret tyktarmsbetændelse) og kan forårsage den alvorlige sygdom pseudomembranøs enterokolitis. Tarminfektionen opstår typisk som komplikation hos alvorligt syge, ældre patienter under indlæggelse på sygehus, og dødeligheden kan være op til 25 %.
Forandringer af den bakterielle flora i tarmen som en naturlig følge af en antibiotikabehandling giver Clostridium difficile gode muligheder for at trives, da den er resistent over for mange antibiotika.
Tarminfektioner med Clostridium difficile behandles med metronidazol (Flagyl) og Vancomycin.
Bakteriologisk er Clostridium difficile klassificeret som en anaerob, grampositiv, sporedannende stav. Bakterien omtales i medierne som "dræberbakterie".

## Virkningsmekanisme
De bedst kendte Clostridium difficile-toksiner er cytotoxinerne A and B, som er enzymer, glucosyltransferaser, der inaktiverer bestemte signalproteiner (Rho-familien af GTPaser),  der  regulerer actin, som indgår i mange essentielle cellulære processer.

## 027
C. difficile PCR ribotype 027 (CD027 eller C.diff.027) er en hypervirulent variant med højere produktion af toksin A og toxin B. Desuden danner et særligt "binært toksin". 027 medfører dermed et mere alvorligt klinisk forløb og en højere dødelighed.

## Sygdomsudbrud i Danmark
- De første tilfælde af Clostridium difficile infektion i Danmark blev beskrevet i 2006.[2]
- 027 har i 2008-2009 været årsag til 60 tilfælde  på Nordsjællandske hospitaler.[3]
- I perioden februar 2009 til februar 2010 har 199 patienter på Herlev Hospital været mistænkt for at være inficeret med 027. I første halvdel af 2009 døde 29 patienter af C. difficile-infektioner.[4]
- I maj 2010 blev i alt 138 patienter på fire hospitaler i København (Herlev, Amager, Gentofte og Hvidovre) inficeret med 027 udover nogle isolerede tilfælde på andre hospitaler. [5]

## Eksterne links og referencer
1. ↑  EPI-nyt, Statens Seruminstitut
2. ↑  Clostridium difficile 2009-2011. Statens Seruminstitut
3. ↑  Clostridium difficile tarminfektion. Sundhed.dk
4. ↑  29 dræbt af dårlig hospitals-hygiejne 199 ramt af dræber-diarre på Herlev Sygehus. BT, marts 2010
5. ↑  "TV2 News, maj 2010". Arkiveret fra originalen 5. juli 2013. Hentet 17. marts 2012.

- Restoring order... Tending the Body’s Microbial Garden, Science, New York Times